# Dürrer September
Dürrer September (im Original Dry September) ist eine Kurzgeschichte des amerikanischen Schriftstellers und späteren Literaturnobelpreisträgers William Faulkner, die erstmals im Januar 1931 im Scribner's Magazine veröffentlicht und noch im selben Jahr in revidierter Form in der Anthologie These 13 aufgenommen  und später in den Collected Stories und zahlreichen anderen Sammlungen abgedruckt wurde. Die deutsche Übersetzung von Elisabeth Schnack wurde erstmals 1965 im Züricher Fretz und Wasmuth Verlag veröffentlicht.
Die Erzählung thematisiert die Heuchelei in den Südstaaten der Vereinigten Staaten von Amerika und das verhängnisvolle Wirken von Gerüchten. In dieser Geschichte wird der Schwarze Will Mayes zum Opfer eines Lynchmordes, ausgelöst durch das Gerücht, eine weiße Frau vergewaltigt zu haben.

## Entstehung und Veröffentlichung
Die Kurzgeschichte entstand 1931 in einer sehr schaffensreichen Phase Faulkners. Der Schriftsteller hatte die von der Kritik gefeierten Romane Schall und Wahn (1929) und Als ich im Sterben lag (1930) veröffentlicht und 1931 gelang ihm mit Die Freistatt eine Art kommerzieller Durchbruch, der dazu führte, dass auch die beiden früheren Romane intensiv von Lesern und Kritikern betrachtet wurden. Im Folgejahr 1932 entstand ein vierter erfolgreicher Roman, Licht im August. Ferner entstanden in diesen vier Jahren weitere Kurzgeschichten.
Nach der Erstveröffentlichung im Scribner's Magazine und der Aufnahme in der Sammlung These 13, die dreizehn Kurzgeschichten Faulkners umfasste, avancierte Dürrer September schnell zu einer der populärsten Kurzgeschichten des Autors. Angesiedelt in Yoknapatawpha County, der fiktiven Erzähllandschaft Faulkners im amerikanischen Süden, vermittelt die Erzählung einen durchaus repräsentativen Eindruck der von Faulkner verwendeten erzähltechnischen Formen, Motive und Themen. Ungeachtet der Tatsache, dass der fiktive Schauplatz im Süden der USA mit seinen mannigfaltigen sozialen und kulturellen Spannungen sowie seinen Mythen und Legenden oder auch humoristischen Traditionen eine reichhaltige Grundlage für Faulkners dichterisches Werk bildet, ist die Kurzgeschichte jedoch keinesfalls im Sinne eines lokalen Kolorits räumlich begrenzt, sondern schildert einen Brennpunkt des Lebens nicht nur in seiner Vielfältigkeit, sondern ebenso in seiner Widersprüchlichkeit und Unbegreiflichkeit. Aus Sicht der Literaturkritik wird die Erzählung neben A Rose for Emily, That Evening Sun und Barn Burning allgemein zu den bekanntesten und künstlerisch gelungensten short stories Faulkners gerechnet, die Faulkner selbst zum Teil als Vorstudien zu seinen großen Romanen konzipierte.
Sie erschien abermals 1950 in den Collected Stories of William Faulkner, die fast alle bis dato veröffentlichten Kurzgeschichten enthielt. 1961 erschien sie dann nochmals in den Selected Stories of William Faulkner.
Im deutschsprachigen Raum erschienen die meisten Werke Faulkners erst nach dem Zweiten Weltkrieg im amerikanischen Original und in Übersetzungen. Der Diogenes Verlag brachte 1968 drei Jahre nach der Erstveröffentlichung der deutschen Ausgabe der gesammelten Erzählungen Faulkners als Lizenzausgabe den Erzählband Dürrer September und acht andere Erzählungen heraus. Übersetzt wurden die Erzählungen von Elisabeth Schnack. Dürrer September wurde in verschiedenen Sammlungen anthologisiert und mehrfach neu aufgelegt, beispielsweise als Teil der Meistererzählungen, ebenfalls im Diogenes Verlag erschienen.

## Inhalt

### Erster Teil
Es wird eine angeregte Diskussion wiedergegeben, die beim Barbier stattfindet. Der Barbier glaubt nicht an das Gerücht, dass Will Mayes die betroffene Lady (Miss Minnie Cooper) angerührt hat. Er wird daraufhin als Niggerlover bezeichnet und man wirft ihm vor, das Wort eines Schwarzen über das einer weißen Frau zu stellen. Der Barbier betont seine Haltung und glaubt nicht, dass irgendetwas passiert sei. Er kenne den gemeinten Will Mayes und glaubt nicht daran, dass er etwas getan habe. Er findet die betroffene Lady (eine unverheiratete Frau) nicht glaubwürdig und bittet innigst darum, dass man die Sache richtig angehe und zum Sheriff gehe, anstatt es selbst in die Hand zu nehmen (Lynchjustiz), was der Barbier streng verurteilt.
Von den anwesenden Herren lassen sich alle bis auf zwei vom Barbier überzeugen. Ein Jugendlicher namens Butch glaubt eifrig dem Gerücht und ein Handelsreisender lässt sich von ihm beeinflussen. Dennoch scheint die Szene beinahe geglättet, als ein Mann namens McLendon auftritt. Auch er glaubt an das Gerücht und will für seine Sache Menschen mobilisieren. Die Szene endet damit, dass sich alle Männer bis auf die drei Barbiere McLendon anschließen. Der Barbier, der jedoch an Will Mayes' Unschuld glaubt, rennt ihnen hinterher, um das Schlimmste zu verhindern.

### Zweiter Teil
Der zweite Teil gibt den Tag von Minnie Cooper, der betreffenden Dame, wieder. Sie ist eine alte Jungfer, die von der Gesellschaft verurteilte Beziehungen zu Männern hat. Sie wohnt mit ihrer invaliden Mutter und einer Tante zusammen. Während sie einst die Nachmittage in Gesellschaft verbrachte, leidet sie jetzt sehr unter ihrer Einsamkeit. Nach der gescheiterten Beziehung zu einem Bankier scheint sie ganz der Isolation verfallen zu sein und bekämpft ihren seelischen Verfall mit Whisky. Sie ist eine gescheiterte Person ohne Ziele und Hoffnung.
Das Gerücht, welches sie betrifft und so vehement den ersten Teil der Kurzgeschichte dominierte, wird in dem sehr kurzen zweiten Teil nicht erwähnt. Es findet lediglich eine Darstellung von Miss Minnie Cooper statt.

### Dritter Teil
Im dritten Teil schließt sich der Barbier (Hawkshaw) den Männern um McLendon an. Sie glauben zunächst, er habe seine Meinung geändert, tatsächlich möchte er sie von ihrem Vorhaben abbringen. Sie fahren in zwei Wagen aus der Stadt zu einem Lagerhaus, wo Will Mayes Nachtwächter ist. „Hawk“, wie der Barbier kurzum von den anderen genannt wird, reißt einige Themen an, wie dass einer Lady wie Miss Cooper nicht ganz zu trauen wäre. Niemand schenkt ihm Gehör.
Sie treiben Mayes auf, der seine Unschuld beteuert. Die Männer sind gewillt, ihn noch vor Ort zu töten, doch McLendon möchte stattdessen, dass Mayes in den Wagen steigt. Als sich dieser weigert, kommt es zu kurzen Rangeleien, bei denen Mayes von den Männern geschlagen wird. Mayes, der wild um sich prügelt, trifft auch den Barbier Hawkshaw, der daraufhin zurückschlägt. Als alle im Wagen aus der Stadt fahren, möchte der Barbier plötzlich aussteigen; McLendon sagt ihm, er solle aus dem Wagen springen, was er schließlich auch tut. Er versteckt sich am Straßenrand, als die Wagen (ohne Mayes) zurückkommen. Er fürchtet möglicherweise, dass die Männer auf noch mehr Gewalt aus sind und sich diesmal gegen ihn wenden. Die Wagen fahren vorbei und er geht zurück in die Stadt.

### Vierter Teil
Im vierten Abschnitt widmet sich der Erzähler wieder Miss Minnie Cooper, die sich bereit macht, mit Freundinnen in die Stadt auszugehen. Die Freundinnen wollen wissen, wie es ihr nach der Vergewaltigung gehe. Sie meinen, wenn sie über den Schock kommen wolle, müsse sie ihnen alles erzählen. Sie sind offenbar auf Klatschinformationen aus. Miss Minnie reagiert frustriert darauf, wieder im Mittelpunkt der Öffentlichkeit zu stehen. So wird sie auf der Straße mit lüsternen Blicken verfolgt und findet heraus, dass ihre sogenannten Freunde kaum besser sind als McLendons Mob.
Nach einem Kinobesuch erleidet sie so etwas wie einen Nervenzusammenbruch und muss mit Fieber ins Bett gebracht und ausgezogen werden. Viele ihrer Freundinnen bezweifeln, dass jemals eine Vergewaltigung oder ähnliches stattgefunden habe.

### Fünfter Teil
Der sehr kurze fünfte Teil schließt die Kurzgeschichte ab. McLendon kehrt nach dem Mord nach Hause zurück und findet seine Frau vor, die noch wach ist. Er konfrontiert sie damit, dass er nicht wolle, dass sie aufbleibe und auf ihn warte, und reagiert sehr aggressiv und gewalttätig. Seine Frau scheint sich mit seiner nahezu sadistischen Ader abgefunden zu haben und verteidigt sich nur mit billigen Ausreden wie, sie habe nicht schlafen können. Nach einem kurzen Gewaltausbruch beruhigt sich die Situation wieder.

## Leitmotive

### Das Gerücht
Das Gerücht um den schwarzen Will Mayes, dass er der weißen Miss Minnie ein Leid angetan habe, dominiert die ganze Kurzgeschichte. Es bleibt ein Gerücht, an das die Charaktere entweder glauben – wie der jugendliche Butch und McLendon – oder eben nicht – wie der Barbier. Eine Klärung, was wahr ist und was nur Gerücht ist, findet nie statt. Wenn ein Perspektivenwechsel zu Miss Minnie erfolgt, wird das Gerücht nicht behandelt, und sie weist jegliche Schuld bezüglich des Schicksals Mayes' von sich. Mayes selbst kommt erst im dritten Teil der Geschichte zu Wort. Er beteuert seine Unschuld, ihm wird jedoch nicht geglaubt.

### Das Wetter
Das dürre Wetter scheint eine Mitschuld an der Emotionalität der Männer zu tragen. Im ersten Satz der Kurzgeschichte heißt es im Original: „Through the bloody September twilight, aftermath of sixy-two rainless days, it had gone like a fire in a dry grass - the rumor, the story, whatever it was.“ Auch an weiteren Textstellen bringt der Erzähler das dürre, schwüle Wetter in Verbindung mit dem Gerücht und dem Mord. („Lifeless air“, „spent dust“ und „wan hemorrhage of the moon“, alle im dritten Teil, wo die Stimmung überschwappt und in den Mord an Mayes mündet). Nach Mayes' Tod gegen Ende des dritten Teils heißt es, dass der Staub um die zurückkehrenden Wagen fliege und ihn nahezu absorbiere. Die Männer werden so eins mit dem Wetter und somit dessen Ausgeburt.

### Vorurteile
Ein wichtiges Motiv, das die Männer zum Lynchmord treibt, ist das Vorurteil, dass man einem schwarzen Mann im Umgang mit einer weißen Frau nicht trauen könne, sei diese auch noch so unglaubwürdig. Dürrer September zeigt auf, wozu Vorurteile führen können. Dabei ist die Short Story zu jedem Zeitpunkt absolut glaubwürdig und neutral. Schicksale wie das von Emmett Till (das sich 1955 ereignen sollte) zeigen auf, dass die Vorurteile im Süden bis in die Gegenwart nicht abgebaut sind und ein Schwarzer als weniger glaubhaft eingestuft wird als eine weiße Person.
Gut dreißig Jahre später behandelte die Autorin Harper Lee in ihrem Südstaatenroman Wer die Nachtigall stört das Thema ebenfalls und brachte es einmal mehr in die Öffentlichkeit. Faulkner selbst widmete sich 1932 in seinem Roman Licht im August erneut dem Thema.

### Opfer
Das dominierende Opfer der Story ist die weiße Frau Miss Minnie Cooper. Die alte Jungfer wird schon durch ihre gesellschaftliche Stellung zum Opfer, da sie keinen Ehemann hat und sexuell frustriert ist. Ob der schwarze Will Mayes sie jemals unsittlich angefasst hat, bleibt offen, denn Miss Minnie schweigt die Angelegenheit tot.
Will Mayes ist das tatsächliche Opfer, denn er wird von dem wütenden Mob umgebracht und verliert sein Leben. Zuvor noch bekräftigte er intensiv seine Unschuld; auf seiner Seite steht der Barbier Hawkshaw, der sich beim Mob für Mayes (vergeblich) einsetzte.
Die gesamte Kurzgeschichte wird von einer Opferfrage dominiert. Selbst McLendons Frau wird zum Schluss als Opfer eines Haustyrannen dargestellt. Dennoch bleiben die Schilderungen des Erzählers neutral. Er bewertet und kommentiert nicht, sondern schildert lediglich.

## Struktur und Erzählform

### Erzähl- und Handlungsstränge
In Dürrer September verbindet Faulkner zwei weitgehend selbstständige Handlungsfäden miteinander: die Geschichte eines Lynchmords und die einer alternden Frau, die verzweifelt versucht, die Zeit zurückzudrehen. Verknüpft werden die beiden Handlungsstränge durch das von Minnie Cooper verbreitete Gerücht über die ihr angetane Schmach, das die Jagd auf den Schwarzen Will Mayes auslöst.
Jeder der beiden Handlungsstränge hat dabei seinen eigenen Personenkreis und seine eigenen Schauplätze. Unterschiede finden sich auch in dem jeweils vorherrschenden Darstellungsmodus. Während die Lynchmordgeschichte weitgehend szenisch-dialogisch präsentiert wird, dominiert bei der Minnie-Cooper-Handlung die epische Erzählweise.
Räumlich-zeitliche Beziehungen zwischen den beiden Handlungsverläufen bestehen in der Konzentration auf den Schauplatz Jefferson, der Hauptstadt von Faulkners Yoknapatawpha County, und der bis auf eine Rückwende zeitlichen Zusammendrängung der Ereignisse auf wenige Stunden eines Spätsommerabends. Zahlreicher und bedeutsamer als diese Übereinstimmungen sind jedoch die Unterschiede: Beide Teile haben jeweils einen eigenen Figurenkreis und ihre eigenen Handlungsorte wie etwa den Barbierladen, die nähere Umgebung von Jefferson, McLendons „birdcage“-Haus einerseits und Minnies Elternhaus, den „square“ und das Kino andererseits. Ebenso betont die Struktur der Geschichte zunächst den Eindruck eines Nebeneinanders statt einer Integration: Die verschiedenen Phasen der Lynchmordgeschichte werden einem alternierenden Prinzip folgend in den Kapiteln I, III und V dargestellt, während das Schicksal von Minnie Cooper in den Kapiteln II und IV geschildert wird. Verknüpft werden die verschiedenen Kapitel einzig zwischen I und II, wo die Problematik von Minnies Glaubwürdigkeit zu der Darbietung ihrer Lebensgeschichte überleitet. Unterschiede zwischen den einzelnen Handlungssträngen finden sich auch in dem jeweils dominierenden Darstellungsmodus: Die Darstellungsart in der Lynchmordgeschichte ist weitgehend szenisch-dialogisch, wohingegen die Minnie-Cooper-Handlung im gesamten zweiten Kapitel und über weite Strecken im vierten Kapitel durch eine epische Erzählweise geprägt wird.

### Die Lynchmordhandlung
Die vom Umfang und der Stellung in der Kurzgeschichte vorrangige Lynchmordhandlung stellt die Vorbereitung und Nachwirkung eines Verbrechens in den Vordergrund; trotz des Opfermotivs, das die Geschichte durchzieht, geht es, wie Hoffmann in seiner Analyse aufzeigt, nicht so sehr um die Tat selbst oder das Opfer Will Mayes als vielmehr um die Täter. So wird die Ermordung handlungsmäßig ausgespart; die Erzählung konzentriert sich auf eine Reihe Männer, die zufällig an einem Septemberabend zusammentreffen und dann zu Mördern und Mitschuldigen werden. Hoffmann zeigt in seiner Interpretation von Dürrer September auf, wie dieser Prozess und seine Folgen den inneren Vorgang bilden und den Aufbau der Geschichte bestimmen.
Das erste Kapitel der Erzählung schildert das Stadium der Entschlussfindung und beginnt mit einer Darstellung der verschiedenartigen Reaktionen auf das Gerücht um Miss Minnie Cooper und einen Neger. Exemplarisch für Faulkners Erzähltechnik wird dabei die handlungsmäßige Exposition als dramatische Szene mit thematischer Spiegelfunktion gestaltet. Die beteiligten Figuren werden zusätzlich zu ihren Äußerungen und den sprachlichen Vergleichen zugleich durch eine Bündelung nichtsprachlicher Ausdrucksmittel wie Blicke, Gesten und ihre Stellung sowie Bewegung im Raum gezeichnet und kontrastiert. Der teilweise fehlende Erzählerkommentar wird zugleich durch eine auffällige Metaphorik ersetzt.
Die gegensätzlichen Meinungen werden zunächst durch zwei äußerlich stark voneinander unterschiedene Charaktere als Repräsentanten aufgebaut: Während Hawkshaw als ein Mann mittleren Alters mit logisch-psychologischen Argumenten seine Auffassung vertritt und die Stimme der Vernunft oder Menschlichkeit verkörpert, wird sein Gegenspieler, der jugendliche Hitzkopf Butch, als Exponent des Rassenfanatismus und des Kults der weißen Frau gekennzeichnet. Durch seine Invektiven und Unterstellungen erweist er sich als typischer Vertreter der ideologisch fixierten und engstirnigen Gestalten in Faulkners literarischem Werk. Die übrigen Anwesenden bleiben namenlos und sind nur insofern von Bedeutung, als sie durch ihre parteinehmenden oder vermittelnden Kommentierungen die Auseinandersetzung weiter vorantreiben. Gelegentlich werden in diesem Zusammenhang ebenso indirekte metaphorische Wertakzente gesetzt, die eine komisch-satirische Wirkung entfalten, so etwa bei dem Erscheinen des fanatischen „drummer“ mit seinem eingeseiften Bart „like a desert rat in the moving picture“ (deutsch: „wie eine Wüstenratte in dem bewegten Bild“, S. 170).
Bezeichnend für Faulkners Gestaltung der Personenführung und der phasenweisen Dramatisierung des Geschehens ist der Auftritt der dritten namentlich genannten Person erst zu einem späteren Zeitpunkt. Der vorläufige Höhepunkt der sich zuspitzenden Auseinandersetzung, deren zunehmende Emotionalisierung durch den irrationalen Ausbruch des Südstaatler-Ressentiments gegen die Nordstaaten deutlich hervorgehoben wird, wird durch das Erscheinen des einstigen Truppenkommandeurs McLendon markiert, der dieser zuvor noch unentschiedenen Auseinandersetzung die entscheidende Wende gibt. Sein Auftreten wird durch bildhafte Konkretisierungen des Eindrucks von Stärke und Gewalt einprägsam betont; neben der hervorgehobenen „heavy automatic pistol“ (deutsch: „schwere automatische Pistole“) dienen sein gebieterisches Verhalten und insbesondere seine provokativen Reden nicht nur dem Zweck einer Charakterzeichnung, sondern gleichermaßen der Motivierung des nachfolgenden Geschehens. Durch seine geschickte Verknüpfung von pathetischen Phrasen, scheinlogischen Argumenten und ultimativen Forderungen in Verbindung mit psychologischen Druckmitteln wie drohenden Blicken, Flüchen und expressiven Bewegungen wird McLendon von Faulkner als Typ des skrupellosen Demagogen dargestellt. Mit Ausnahme Hawkshaws vermag sich niemand diesem psychischen und psychischen Druck, den er auf sein Umfeld ausübt, zu entziehen; das von ihm in Bewegung gesetzte Geschehen nimmt von nun an nach seinen eigenen Gesetzmäßigkeiten unaufhaltsam seinen Lauf. Die Erzählung enthält an dieser Stelle durchaus eine soziologische Komponente durch den Verweis auf die Phänomene der Massensuggestion sowie der fehlenden Zivilcourage und ihrer schuldhaften Konsequenzen; dennoch verzichtet Faulkner nicht auf eine psychologische Komplizierung und Vertiefung, indem er mit Hilfe nichtsprachlicher Ausdrucksmittel, etwa durch Bewegungen und Blicke, die inneren Skrupel und Gewissensbisse der Beteiligten zum Ausdruck bringt.
Die sich zuspitzende Auseinandersetzung zwischen Hawkshaw und McLendon in dieser Szene bildet zugleich eine Art von thematischer Spiegelstelle, in der sich die Prinzipien von Menschlichkeit und Gewaltlosigkeit repräsentiert durch Hawkshaw einerseits und die unverhüllte Aggressivität und Brutalität in Gestalt von McLendon andererseits gegenüberstehen. McLendons triumphaler Abgang im Gegensatz zu seinem anfänglichen Auftritt lässt bereits den Ausgang ahnen. Faulkner hält jedoch den Schluss insoweit offen, als er Hawkshaw noch einen letzten Versuch zur Abwendung des Unheils unternehmen lässt und damit eine Spannungsbrücke zum dritten Kapitel herstellt. Die für Faulkner typische Ansammlung von direkten und indirekten Lesersignalen deutet allerdings schon an dieser Stelle auf das Scheitern von Hawkshaws Bemühungen voraus.
Das dritte Kapitel enthält nach der Minnie-Cooper-Rückblende eine unmittelbare zeitliche und handlungsmäßige Anknüpfung an das Ende des ersten Kapitels, stellt jedoch eine neue Phase innerhalb des Lynchmordgeschehens dar. Bereits zu Beginn zeigt sich die völlige Einflusslosigkeit Hawkshaws und seiner Vernunftargumente; an die Stelle rationaler Überlegungen treten zunehmend irrationale und aggressive oder brutale Gefühlsäußerungen und Gewalttätigkeiten. McLendon gibt dazu zwar den Anstoß, hat im Einzelnen jedoch keine Kontrolle mehr darüber. Die im ersten Kapitel noch differenzierte Haltung der Beteiligten wird durch einen Konformismus ersetzt, dessen äußerliches Pendant eine gleichsam roboterhafte Mechanik der Bewegung der Männer ist. Scheinbar handeln die Männer aus einem psychischen Zwang heraus, der sich als „Dämonie des Bösen“ oder aber aus einem psychologischen Blickwinkel als Form der Massenhysterie begreifen lässt. Die Perversion der ganzen Situation erreicht ihren Höhepunkt, als sogar der bis dahin „milde“ und stets beherrschte Hawkshaw sich zur Gewalttätigkeit dem Neger gegenüber hinreißen lässt. Dabei unterstreicht die sprachliche Gestaltung vor allem durch die gleichmäßige Reihung der Sätze die Zwanghaftigkeit seines Verhaltens.
Hawkshaws Verlassen des Wagens kurz darauf stellt eine aufschlussreiche und bedeutsame Geste dar, die von den Interpreten der Erzählung unterschiedlich gedeutet worden ist. Teils wurde sie begriffen als Zeichen der Resignation und der Einsicht, dass der Lauf der Dinge unausweichlich sei, teils wurde sie interpretiert als Zeichen seiner Abscheu und seines Ekels vor dem, was zwangsläufig folgen wird. Ebenso denkbar ist jedoch eine Deutung seines Aussteigens gerade zu diesem Zeitpunkt als eine Reaktion auf seine Erkenntnis des eigenen Versagens und möglicherweise sogar als Ausdruck seiner Furcht vor weiterem unbeherrschten und unbeherrschbaren Handeln. Für eine solche Auslegung spricht auch die Tatsache, dass die Zeichensprache am Ende des Kapitels seine Schuldverstrickung wider Willen deutlich hervorhebt.
Auffällig ist in dieser Szene der mehrfache Bezug auf den Staub („dust“), der bezeichnenderweise in enger Verbindung mit dem Gras bzw. Unkraut („weeds“) insgesamt fünfzehnmal in dem Kapitel auftaucht und als zentrales Symbol nicht nur die Vergeblichkeit des Bemühens zum Ausdruck bringt, sich dem Unrecht und der Gewalt zu entziehen, sondern gleichermaßen auf die pervertierte Haltung und Schuld der gesamten Südstadt verweist. Der Staub umgibt nicht nur die Männer, die den Neger ermorden, sondern ist vielmehr allgegenwärtig: Er liegt über dem „square“, dem gesellschaftlichen Mittelpunkt der Stadt, sowie über dem gesamten umliegenden Land und erscheint zu guter Letzt ebenso als ewiger Staub („eternal dust“), der den nur augenblicklichen in sich aufnimmt.
Mit dem Staub als natürlicher Begleiterscheinung und Teil der Umgebung wird auf diese Weise von Faulkner ein symbolisches Analogieverhältnis zwischen Mensch und Raum geschaffen, das dem Geschehen eine tiefere Dimension verleiht. Ein weiteres Leitmotiv der Erzählung ist die drückende Hitze, die auf allen lastet. Anfangs wird diese drückende Hitze im Barbiersalon durch Schweißausbrüche dargestellt, vor allem bei den Anführern Butch und McLendon. Später leiden im dritten Kapitel alle unter dieser Hitze, selbst Hawkshaw. Die enge Verbindung von Staub und Hitze steht so nicht nur als Zeichen für schuldhafte Verstrickung im Sinne eines rein analogischen Symbols, sondern verweist gleichermaßen auf die von den Menschen unabhängigen Ursachen ihres Verhaltens, die Hass und Gewalt erzeugen. Derart wird die für die Erzählung charakteristische doppelte Funktion des Raumes sowohl als Medium der Widerspiegelung als auch als Andeutung kausaler Beziehungen erkennbar. Ohne es zu wissen, sind für Faulkner die Menschen Gefangene ihrer Situation, deren Aggressivität dementsprechend an einer Stelle bezeichnenderweise als Flucht beschrieben wird. Auch die Metaphorik bringt dieses Moment des Gefangenseins zum Ausdruck: Der Raum, in dem die Menschen leben, wird als allseitig geschlossen beschrieben: So gleicht der Himmel dem Inneren einer „brass hell“ (deutsch: „Messinghölle“) und in einer anderen Passage heißt es, die Menschen schienen in einer Schüssel geschmolzenen Bleis(„a bowl of molten lead“) zu atmen und zu leben.
Dieses Moment des Ausgeliefert- oder Gefangenseins wird von Faulkner in seiner Erzählung im fünften und letzten Kapitel am eindrucksvollsten gestaltet. Handlungsmäßig wenig relevant, thematisch jedoch äußerst bedeutungsvoll, zeigt das letzte Kapitel McLendon bei seiner Rückkehr nach Hause. Dabei wird einerseits die Hohlheit seiner Phrasen durch sein eigenes brutales Verhalten seiner Frau gegenüber aufgedeckt; andererseits suggeriert die Enge und Ordnung deines räumlichen Umfeldes die Enge seines geordneten bürgerlichen Lebens, in dem er sich nach seinen Erfahrungen in der völlig anders gearteten Welt des Krieges offensichtlich noch nicht wieder zurechtgefunden hat.
Auf diesem Hintergrund des letzten Kapitels lassen sich seine vorangegangenen Handlungen auch als Versuch deuten, dem „birdcage“ (deutsch: „Vogelkäfig“) seines eigenen Zuhauses zu entfliehen, wobei die minutiös dargestellten Umstände und Vorgänge nach seiner Rückkehr zugleich das Scheitern seiner Bemühungen verdeutlichen. Seine heftigen Bewegungen und seine heißen Augen („hot eyes“) verweisen wie im ersten Kapitel auf die ungelöste innere Spannung; die unverminderte Hitze führt zudem zu erneuten, noch heftigeren körperlichen Qualen.
Typisch für Faulkners Erzähltechnik endet die Geschichte mit einem charakteristischen frozen moment, dem Anhalten des Erzählflusses in einem statischen Bild: McLendon steht erschöpft am Fenster; alles ist in Bewegungslosigkeit versunken; es gibt keine Geräusche mehr, nicht einmal die von Insekten.
Dieses Schlusstableau, in dem McLendon in einer dunklen Welt verharrt zwischen dem kalten Mond und den lidlosen Sternen („stricken between the cold moon and the lidless sars“), erweitert mit der Einführung einer kosmischen Perspektive schließlich den psychologisch-sozialen Bereich der Erzählung zum universell-menschlichen hin. So steht der Mond, dessen unterschiedliche Stellungen am Himmel den Fortgang der Zeit kennzeichnen, gleichermaßen in deutlichem Bezug zum elementaren menschlichen Handeln und Erleben. Anfangs suggeriert „the wan hemorrhage of the moon“ (deutsch: „die fahle Blutung des Mondes“) analog zum „bloody September twilight“ (deutsch: „blutige September-Dämmerung“) und dem Staub die Atmosphäre der Gewalt und des Todes; sodann hebt sich der Mond aus dem Staub hervor und betont den Kontrast zwischen dem himmlischen und dem irdischen Bereich. Am Schluss verweisen der „kalte“ Mond und die Sterne zugleich in ihrer distanzierten und unbeteiligten Beobachterhaltung auf die Verlassenheit einer gestörten und gepeinigten Welt, in der keinerlei Heil oder Rettung mehr zu erwarten ist.
In dieser Hinsicht erweist sich die Lynchmordgeschichte in Faulkners Erzählung nicht allein als Schilderung sozialer Missstände in der (südstaatlichen) amerikanischen Gesellschaft, sondern darüber hinaus ebenso als Studie menschlicher Verhaltensweisen in Extremsituationen, die zudem eine metaphysische Komponente enthält, indem sie symbolhaft die Ausweglosigkeit der Verfassung des auf sich selbst zurückgeworfenen Menschen bewusst macht.

### Die Minnie-Cooper-Geschichte
Die durch thematische Gemeinsamkeiten mit dem Erzählstrang des Lynchmord-Geschehens verknüpfte Minnie-Cooper-Geschichte zeigt ebenso eine Vielzahl von Sinnaspekten, die sich zusammenfassend als weiterer Versuch des Menschen begreifen lassen, aus einer ihn einengenden, ausweglosen Situation auszubrechen. Die Art, Umstände und Ursachen der Frustration sind dabei jedoch in beiden Fällen verschieden: Minnies Situation, ihre müßigen oder trägen und leeren Tage („idle and empty days“) sind durch ihr Altern und die damit im Zusammenhang stehende zunehmende Isolierung im privaten wie auch gesellschaftlichen Bereich bedingt; sie ist unverheiratet und führt nach einem enttäuschenden Liebeserlebnis ein zurückgezogenes Leben. Das gesamte zweite Kapitel der Erzählung schildert in Form einer Analepse diesen Prozess der Vereinsamung und offenbart die unterschiedlichen Versuche Minnies, ihre eigene innere Verfassung vor den Augen der anderen zu verbergen, sowie ihre Bemühungen, ihr Leben durch eine Flucht in die Illusion erträglich zu machen. Die Maske, die sie trägt, zeigt sich sowohl in ihrem Blick („bright, haggard look“) (deutsch: „greller abgehärmter Blick“) als auch in der Wahl der Anrede „cousin“ statt „auntie“, die sie für sich beansprucht, und in der Whiskeyflasche, den neuen Kleidern sowie insbesondere in ihren regelmäßigen Kinobesuchen. Die offenbar frei erfundene Geschichte mit Will Hayes wie auch die von ihr zuvor kolportierte von einem anderen Mann stellen sich in diesem Zusammenhang einzig als weitere, verhängnisvolle Schritte auf ihrem Weg in die Illusion dar.
Auffallend sind diverse Ähnlichkeiten oder Parallelen zu den Lebensverhältnissen oder Umständen McLendons: Findet dieser seinen Erfolg im Krieg, so hat für Minnie ihre kurze Zeit auf dem Gipfel des sozialen Lebens der Stadt („upon the crest of the town’s social life“) eine vergleichbare Bedeutung. Während McLendon innerlich isoliert von seiner Frau gleichsam als Gefangener in einem „birdcage“ (deutsch: Vogelkäfig) lebt, führt Minnie ein freudloses, frustrierendes Leben mit Mutter und Tante in ihrem kleinen Haus („small frame house“). Für beide ist Will Mayes schließlich das Mittel, um aus ihrem unerfüllten oder leeren Leben zu entkommen und zumindest für kurze Zeit gesellschaftliches Ansehen und Achtung wiederzuerlangen.
In anderer Hinsicht finden sich jedoch ebenso Analogien zwischen dem Schicksal Minnies und dem ihres Opfers: Beide bekommen die Unaufrichtigkeit und Gnadenlosigkeit einer Gesellschaft zu spüren, die im Denken und Handeln von Vorurteilen bestimmt ist. Während Will Mayes aufgrund seiner Rassenzugehörigkeit zum Sündenbock wird, ist Minnie als alternde Jungfer der heimlichen Schadenfreude ihrer angeblichen Freunde ausgesetzt. Vor allem Minnies Zusammenbruch am Schluss verdeutlicht eindringlich die Verlogenheit der zwischenmenschlichen Beziehungen anhand der Diskrepanz zwischen anteilnehmender Hilfeleistung einerseits und mitleidloser Neugier andererseits. Dies wird sprachlich von Faulkner durch die wiederholte Verwendung des Adjektivs „bright“ hervorgehoben, dass im jeweiligen Kontext eine ambivalente Bedeutung annimmt („heiter“ bzw. „leuchtend“ einerseits und „grell“ bzw. „blank“ andererseits). Im Gegensatz zu Will Mayes ist Minnie allerdings ihren Peinigern nicht völlig hilflos ausgeliefert, sondern ersinnt aus ihrem Wunschdenken heraus eine List, die ihr kurzzeitig Erfolg beschert.
Das vierte Kapitel thematisiert den kurzen Erfolg und die unmittelbar darauf folgende völlige Desillusionierung Minnie Coopers sowie ihren physischen Zusammenbruch. Bereits zu Beginn besteht kaum ein Zweifel daran, dass Minnies Umschwung oder gleichsame Wiedergeburt ein unheilvolles Ende nehmen wird. Ähnlich wie zu Beginn der Lynchmord-Geschichte atmosphärisch das drohende Unheil durch die Metaphorik („bloody September twilight“) angekündigt wird, verweist Minnies erregter Gemütszustand im Zusammenhang mit sprachlichen Hinweisen wie etwa auf ihre Zerbrechlichkeit in dem neuen Kleid („fragile in her fresh dress“) auf den tragischen Ausgang ihres Unternehmens hin. Anders als in der kontinuierlich sich entwickelnden Lynchmord-Handlung ist dieses Kapitel der Minnie-Cooper-Handlung jedoch durch das unmittelbare Aufeinanderprallen von kurzem Aufstieg und jähem Fall gekennzeichnet. Direkt nach ihrem Triumphzug durch die Straßen der Stadt sind beim Betreten des Filmtheaters die ersten Anzeichen der Hysterie in ihrem plötzlichen Drang zum Lachen unverkennbar. Zunächst kann sie ihr Gelächter zwar noch unterdrücken, bevor dies nicht mehr enden will. Psychologisch ist dies erklärbar mit der Entladung ihrer aufgestauten übergroßen Erregung, die mit dem Nachlassen der Spannung am Ende der Konfrontation mit den Stadtbewohnern abgebaut wird. Zudem ist dies unkontrollierte Lachen gleichzeitig Ausdruck einer existenziellen Erschütterung, als sie plötzlich erkennen muss, wie vergeblich und absurd ihr krampfhaftes Bemühen um soziale Teilhabe ist, die ihr versagt bleibt. Zugleich wird ihr in diesem Moment die Scheinhaftigkeit der Welt des Kinos bewusst. Diese für sie schockartige Erkenntnis („shock of recognition“) wird ausgelöst durch den Anblick der jungen Paare, die zwischen sie und die Leinwand treten und ihr damit die irreale Schein- und Traumhaftigkeit sowohl ihrer eigenen Wunschwelt als auch der Welt des Filmgeschehens („silver dream“) vor Augen führen.
Typisch für Faulkners Erzählweise ist dabei die Tatsache, dass der innere Zustand Minnies einzig durch indirekte Mittel zum Ausdruck gebracht wird und vieles offen bleibt, beispielsweise die Frage, ob sie sich der Konsequenzen ihres Handelns überhaupt bewusst wird. Der auf diese Weise hier erzeugte Eindruck des Undurchschaubaren und Abgründigen ist jedoch nicht allein für Minnie kennzeichnend, sondern ebenfalls für einen Großteil der von Faulkner geschaffenen Charaktere.

### Thematische und strukturelle Integration der Handlungsstränge als Sinnganzes
Trotz der Verschiedenheit der äußeren Umstände und Ereignisse in den beiden Handlungssträngen der Kurzgeschichte zeigen sich am Ende der Minnie-Cooper-Geschichte und der Lynchmord-Erzählung eine Reihe deutlicher Parallelen, die als integrierende Momente für das Erzählganze und die Sinneinheit der Geschichte von Bedeutung sind.
McLendon kehrt am Schluss in die Enge seines häuslichen „birdcage“ zurück, während Minnie sich wiederum in die Abgeschlossenheit ihres Elternhauses zurückzieht: In beiden Fällen ist der Befreiungsversuch gescheitert. McLendon steht am Ende in der drückenden Hitze physisch erschöpft am Fenster, während Minnie einen völligen psychischen und physischen Zusammenbruch erleidet, wobei sie vermutlich mit größerer Bewusstheit das Erlebte wahrgenommen hat. Beide Schlüsse enthalten nicht zuletzt inhärente Deutungen und Wertungen des Geschehens, die im Falle von Minnie durch expressive Verhaltensweisen wie ihr Gelächter und im anderen Fall durch räumliche Bezüge und Konstellationen wie die von Mond und Erde zum Ausdruck gebracht werden. Insofern schafft Faulkners Kurzgeschichte eine Sinneinheit, da in beiden Strängen der Erzählung die äußere und innere Isolation des Menschen und die Pervertierung der (zwischen-)menschlichen Beziehungen eindeutig offenbart werden.
Die epische Integration der einzelnen Teile oder Aspekte erfolgt somit nicht über die Handlung oder die Charaktere, sondern durch die übergreifende Thematik, die neben psychologischen und soziologischen Momenten ebenso gleichsam metaphysische Aspekte umfasst. Der Titel der Kurzgeschichte verweist bereits durch das Mittel der sprachlichen Ambivalenz auf die Mehrdimensionalität des Erzählganzen: Dry September erzeugt nicht nur den Eindruck der Dürre und Trockenheit eines Herbstmonats, die durch Hitze und Regenlosigkeit hervorgerufen wird, sondern deutet auf einer psychischen Sinnebene ebenso auf die Problematik des beginnenden Alterungsprozesses im Falle von Minnie und der enttäuschenden Lebensverhältnisse im Falle McLendons. Zugleich verweist die spätsommerliche Trockenheit in überpersönlicher oder gesellschaftlicher Hinsicht auf den explosiven Charakter der angeheizten sozialen Situation in der Stadt. Der Titel ist dabei wie der überwiegende Teil der eingesetzten erzählerischen und sprachlichen Mittel durchaus funktional für alle Ebenen des epischen bzw. erzählerischen Prozesses und gestaltet ein zentrales einheitsstiftendes Symbol für die einzelnen Aspekte und Teile der Kurzgeschichte.
Darüber hinaus sorgt die Signalfunktion der Metaphorik sowie der leitmotivisch verwendeten Schlüsselwörter in Dry September gleichermaßen für eine thematisch gelenkte epische Integration dieser Kurzgeschichte. So fügen etwa metaphorische Wendungen wie „hot glance“, „bloody twilight“ oder „violent suspension of air“ verschiedene Realitätsbereiche zu einem Sinn- oder Ausdrucksganzen zusammen und bekräftigen deren wechselseitige Abhängigkeit. Die auffallend gehäufte Verwendung von komplementären Wörtern oder Ausdrücken wie etwa „blood“, „dead“, „violent“ oder „furious“ erzeugt von Anfang an eine zunehmend sich verdichtende Atmosphäre der Gewalttätigkeit, die funktional für das Handlungsgeschehen ist und auf den Tod des Negers vorausdeutet. Auf diese Weise macht Faulkner zugleich die erzählerische Aussparung des Verbrechens möglich und sorgt darüber hinaus ebenso für eine sprachlich-symbolische Verknüpfung der beiden Erzählteile.
Eine solche Verbindung zweier weitgehend selbständiger Handlungsstränge entspricht einer für Faulkner charakteristischen Technik, die sich auch im Aufbau eines Großteils seiner Romane zeigt und ebenfalls die überwiegend kontrapunktische Anlage seiner Collected Stories prägt. Durch die Verbindung der Minnie-Cooper-Geschichte mit dem Lynchmord-Handlungsgeschehen erlangt die Kurzgeschichte ihre spezifische Wirkung durch die Enthüllung menschlicher Grundstrukturen und unterstreicht damit den exemplarischen Aspekt des erzählten Geschehens. Die beiden Erzählteile stellen in dieser Hinsicht eine Komplementierung dar, wobei das Prinzip der Gewalttätigkeit und Brutalität als das aktivere Moment durch McLendon verkörpert wird, während Minnies passiveres Verhalten stärker den Aspekt der Flucht aus der Realität als Folge ihres Leidens unter Isolation, Vereinsamung und innerer Leere hervorhebt. Hawkshaw setzt demgegenüber als Charakter in der Geschichte diesen emotionalen Verfassungen oder Haltungen den Maßstab der Vernunft oder Rationalität entgegen, der zum Maßstab für die anderen wird. Des Weiteren wird in beiden Erzählteilen die Gefahr des Konformismus, des Vorurteils und der sozialen Voreingenommenheit offengelegt, so vor allem durch ideologische Borniertheit oder Fixierung auf Seiten der Männer und dem Gefallen an Tratsch und sozialen Intrigen auf Seiten der Frauen. Damit vermittelt Faulkners Kurzgeschichte ein allgemeines Bild der Deformation des Menschen und seiner zwischen- und mitmenschlichen Beziehungen, das am Ende als kosmisches Bild in einen universelleren Bezugsrahmen gestellt wird: Der Mensch, sogar McLendon, ist zu guter Letzt hilflos; er ist ein, wie Hoffmann es in seiner Deutung der Geschichte ausdrückt, „ein Geschlagener, selbst wo er schlägt“, und verdient Mitleid, womit sich die humanistische Sicht Faulkners auch oder gerade in dieser Kurzgeschichte bestätigen würde.

## Werkausgaben (Auswahl)

### Englisch
- William Faulkner: Dry September. In: William Faulkner: Collected Stories. Vintage (Random House), London 1995, ISBN 0-09-947921-4, S. 169–184.

### Deutsch
- William Faulkner: Dürrer September und acht andere Erzählungen. Übersetzt von Elisabeth Schnack. Diogenes-Verlag, Zürich 1968.